# 2658 Gingerich
2658 Gingerich è un asteroide della fascia principale. Scoperto nel 1980, presenta un'orbita caratterizzata da un semiasse maggiore pari a 3,0829860 UA e da un'eccentricità di 0,2794782, inclinata di 9,43538° rispetto all'eclittica.